# Денайт, Стивен
Стивен С. Денайт (англ. Steven S. DeKnight) — американский кинорежиссёр, сценарист и продюсер, автор фильмов и телесериалов. Наиболее известен по таким своим работам, как «Тайны Смолвиля», «Баффи — истребительница вампиров» и «Ангел». Также написал сценарий «Swell», истории из «восьмого сезона» комикса о Баффи, и выступал в качестве продюсера-консультанта в телесериале Джосса Уидона «Кукольный дом». Кроме того, Денайт также является создателем, главным сценаристом и одним из исполнительных продюсеров телесериала «Спартак: Кровь и песок» и его приквела — «Спартак: Боги арены», выходящих на телеканале «Starz».

## Фильмография

### Режиссёр
- 2003—2004: Ангел (3 серии)
- 2003—2004: Тайны Смолвиля (2 серии)
- 2009: Кукольный дом (1 серия)
- 2015: Сорвиголова (1 серия)
- 2018: Тихоокеанский рубеж 2

### Сценарист
- 2001—2002: Баффи — истребительница вампиров (5 серий)
- 2002—2004: Ангел (12 серий)
- 2004—2007: Тайны Смолвиля (15 серий)
- 2009: Кукольный дом (1 серия)
- 2010—2012: Спартак: Кровь и песок (13 серий)
- 2011: Спартак: Боги арены (6 серий)
- 2012: Спартак: Месть (10 серий)
- 2013: Спартак: Война проклятых (2 серии)
- 2015: Сорвиголова (3 серии)
- 2018: Тихоокеанский рубеж 2